# Minisat–1
Minisat–1 spanyol csillagászati műhold.

## Küldetés
Az első spanyol készítésű és hordozó repülőgépről indított teszt műhold. Feladata tesztelni az űreszköz technológiáját (napelemek, akkumulátorok öregedése), illetve műszereinek mikrogravitációs környezetben való működését.

## Jellemzői
Az űrprogramokat az Instituto Nacional de Técnica Aeroespacial (INTA – Nemzeti Légügyi és Űrhajózási Űrügynökség) koordinálta.
1977. április 21-én a légierő által üzemeltetett  Gando Air Base bázisról (Gran Canaria), a Lockheed L–1011 hordozó repülőgépről, egy Pegasus hordozórakétával állították alacsony Föld körüli pályára (LEO = Low-Earth Orbit).
Forgás stabilizált, mágnesesen tájolt űreszköz. Mérete 60x60x80 centiméter, tömege 195, ebből a műszerrekesz 90 kilogramm. Szolgálati élettartamát 2 évre tervezték, de 2002. február 14-ig tartott. Szolgálati ideje alatt 21 000-szer kerülte meg a Földet, megtett mintegy 700 millió kilométert. Az űreszközhöz napelemeket rögzítettek (4 darab, 4x50W), éjszakai (földárnyék) energiaellátását kémiai akkumulátorok biztosították.
Tudományos műszerei
1. ultraibolya spektrográf
2. gamma kamera (LEGRI – Low Energy Gamma Ray Imager). Feladata bizonyítani a HgI2 és CdZnTe detektorok működőképességét, a csillagok vizsgálatánál a képalkotást és a színképelemzést 10-100 keV tartományban. A LEGRI rendszer magában foglalta a detektor egységet, a digitális fényképező egységet, tápegységet, digitális Processing Unitot, csillag-érzékelőt, és földi kiszolgáló egységet. Több egyetem és intézet közreműködésével készült.
3. az űregységen elhelyeztek egy automatikusan működő kutató egységet, amely mikrogravitációs környezetben különböző folyadékokkal végzett kísérleteket

2004 februárjában belépett a légkörbe és megsemmisült.